# Club Balonmán Cangas
Der Club Balonmán Cangas (deutsch Handballklub Cangas) ist ein spanischer Handballverein aus Cangas do Morrazo in Galicien. Die erste Männermannschaft tritt unter dem Namen des Hauptsponsors als  Frigoríficos del Morrazo in der ersten spanischen Liga an.

## Geschichte
Handball wird in Cangas seit den 1960er Jahren gespielt. Zunächst wurde ein Spielfeld in Vigo genutzt, man trat unter dem Namen „Luceros“ an. Im selben Jahr wurde der heutige Verein gegründet, zuerst mit einer Jugendmannschaft, ab 19687 mit einer Männermannschaft in der tercera provincial, einer unterklassigen Liga der Region. Man spielte nun in Cangas, nutzte für die Spiele die Straße Avda. de Vicenti. Ab 1972 spielte der Verein in der primera provincial und nutzte den zentral gelegenen Markt pista del aterrado. Ab 1977 wurde eine Spielhalle genutzt, der pabellón de Romarigo. Im Jahr 1980 stieg das Team in die Segunda Nacional auf.
Ab dem Jahr 1984 trat man als Club Balonman Cangas an, seit 1990 unter dem Sponsorennamen Frigoríficos del Morrazo. Es folgten die Aufstiege in die Primera Nacional und die División de Honor B. Seit dem Jahr 1993 werden die Heimspiele in der O Gatañal-Halle ausgetragen. Im Jahr 1995 stieg das Team erstmals in die Liga Asobal auf. Elf Jahre lang spielte der Verein in der höchsten spanischen Liga. Nach der Saison 2005/2006 stieg die Mannschaft aus der Liga Asobal ab. Im Jahr 2009 gelang der erneute Aufstieg, allerdings folgte der direkte Abstieg nach dieser Saison. Nach der Spielzeit 2011/2012 in der División de Honor Plata stieg das Team aus Cangas wieder auf und ist seitdem in der ersten Liga vvertreten. Nach der Deklaration der Liga Asobal im Jahr 2023 zur professionellen Liga erklärte der schuldenfreie Verein, dass er das der Professionalisierung geschuldete Budget nicht aus eigener Kraft aufbringen kann, und bat um Hilfe.
Vor dem Start der zweiten Hälfte der Saison 2023/2024, bei dem sie ihr 700. Spiel in der höchsten spanischen Liga antraten, blickte der Verein, der die 22. Spielzeit in dieser Liga bestreitet, auf insgesamt 196 Siege, 90 Unentschieden und 413 Niederlagen zurück, in den Spielen wurden 17.539 Tore bei 19.456 Gegentoren erzielt.

## Erfolge
International nahm Cangas am EHF-Pokal 2005/06 teil, in dem man in der dritten Runde am dänischen Verein Viborg HK scheiterte. Im EHF-Pokal 2015/16 schied man wieder in der dritten Runde aus, diesmal gegen den rumänischen Verein CSM Bukarest.

## Bekannte Spieler
Im Verein spielten auch Tihomir Doder, Juan Francisco Alemany, Marc Amargant, Juan del Arco, Javier Díaz Pérez, Rubén Garabaya,  Oleksandr Hladun, Kasper Hvidt, Daniel Fernández Jiménez, Milan Kosanović, Jovan Kovačević, Igor Kustow, Venio Losert, Oleg Lvov, Alen Muratović, Marco Oneto, Paulo Pereira, Seufyann Sayad, Felix Schmidl und Antonio Ugalde.